# Washingtoner Flottenabkommen

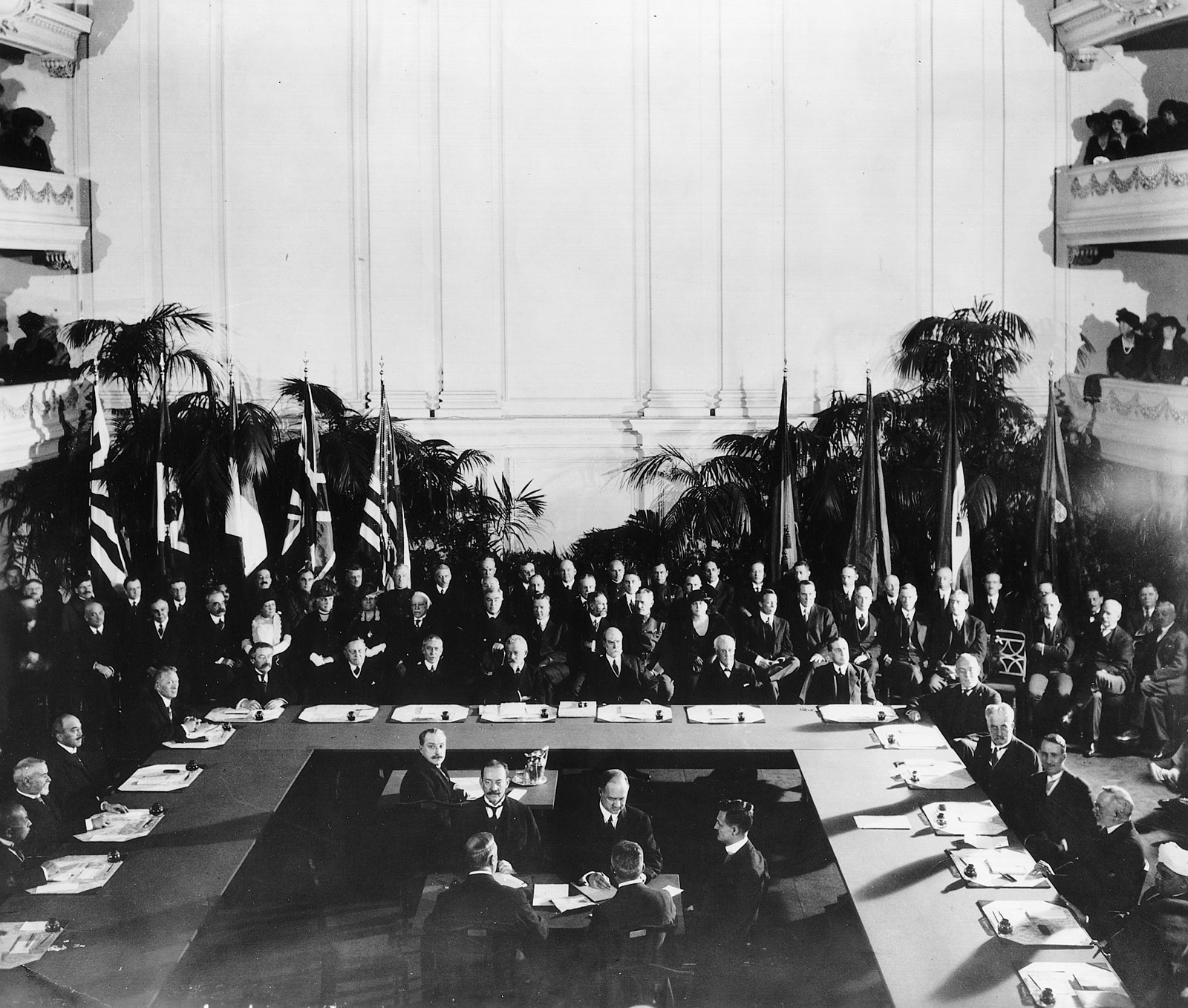
Unterzeichnung des Washingtoner Flottenabkommens (nähere Umstände des Fotos unbekannt)

Das Washingtoner Flottenabkommen (in englischsprachigen Quellen auch bekannt als Fünf-Mächte-Abkommen) war ein völkerrechtlicher Vertrag zwischen den wichtigsten Alliierten des Ersten Weltkriegs, in dem vereinbart wurde, ein Wettrüsten durch die Begrenzung des Flottenbaus zu verhindern. Er wurde auf der Washingtoner Flottenkonferenz von November 1921 bis Februar 1922 ausgehandelt und von den Regierungen Großbritanniens, der Vereinigten Staaten, Frankreichs, Italiens und Japans unterzeichnet. Die Ratifizierungen dieses Vertrags wurden am 17. August 1923 in Washington ausgetauscht und er wurde am 16. April 1924 in die Vertragsserie des Völkerbunds eingetragen.

## Vorgeschichte
Unmittelbar nach dem Ersten Weltkrieg verfügte Großbritannien immer noch über die größte und mächtigste Marine der Welt, gefolgt von den Vereinigten Staaten und mit einigem Abstand von Japan, Frankreich und Italien. Die britische Royal Navy hatte die besiegte deutsche Hochseeflotte interniert. Die Alliierten waren unterschiedlicher Meinung über die endgültige Verwendung der kaiserlichen deutschen Marine: Die Franzosen und Italiener wollten die deutsche Flotte unter den Siegermächten aufteilen, während die Amerikaner und Briten die Zerstörung der Schiffe forderten. Die Verhandlungen wurden durch die Selbstversenkung der deutschen Flotte in Scapa Flow weitgehend hinfällig. Die Nachricht von der Versenkung verärgerte die Franzosen und die Italiener, wobei die Franzosen besonders unbeeindruckt von den britischen Erklärungen waren, dass die Flotte, die die Deutschen bewachte, zu dieser Zeit zu Übungen unterwegs gewesen sei. Dennoch schlossen sich die Briten ihren Verbündeten an und verurteilten das deutsche Vorgehen, auch weil es keine glaubwürdigen Beweise dafür gab, dass die Briten im Zusammenhang mit der Versenkung aktiv mit den Deutschen zusammengearbeitet hätten. Der Versailler Vertrag, der kurz nach der Versenkung der deutschen Schiffe unterzeichnet wurde, legte strenge Grenzen für die Größe und die Anzahl der Kriegsschiffe fest, welche die neu gewählte deutsche Regierung bauen und unterhalten durfte. Amerikaner, Briten, Franzosen, Italiener und Japaner waren während des Ersten Weltkriegs Verbündete gewesen, aber da die deutsche Bedrohung beendet war, schien ein Wettrüsten zwischen den ehemaligen Partnern in den nächsten Jahren immer wahrscheinlicher zu werden. Die Regierung von US-Präsident Woodrow Wilson hatte bereits mehrere Pläne für den Ausbau der US-Marine zwischen 1916 und 1919 angekündigt, die zu einer gewaltigen Flotte von 50 modernen Kriegsschiffen geführt hätten.
Daraufhin genehmigte das japanische Parlament schließlich den Bau von Kriegsschiffen, um das Ziel der japanischen Marine eines „Acht-Acht“-Flottenprogramms mit acht modernen Schlachtschiffen und acht Schlachtkreuzern zu gewährleisten. Die Japaner begannen mit dem Bau von vier Schlachtschiffen und vier Schlachtkreuzern, die alle viel größer und leistungsfähiger waren als die Schiffe der Klassen, die sie ersetzten. In den britischen Marineanordnungen von 1921 waren vier Schlachtschiffe und vier Schlachtkreuzer vorgesehen, und im darauf folgenden Jahr sollten vier weitere Schlachtschiffe folgen.
Das neue Wettrüsten stieß in der amerikanischen Öffentlichkeit auf Ablehnung. Der US-Kongress missbilligte Wilsons Marineausbauplan von 1919 und der Präsidentschaftswahlkampf von 1920 führte dazu, dass die Politik wieder zur Nichteinmischung der Vorkriegszeit zurückfand und wenig Begeisterung für den weiteren Ausbau der Marine aufbrachte. Auch Großbritannien konnte sich eine Wiederaufnahme des Schlachtschiffbaus angesichts der exorbitanten Kosten kaum leisten.
Ende 1921 erfuhren die Vereinigten Staaten, dass Großbritannien eine Konferenz zur Erörterung der strategischen Lage im Pazifik und im Fernen Osten plante. Um der Konferenz zuvorzukommen und die innenpolitischen Forderungen nach einer globalen Abrüstungskonferenz zu erfüllen, berief die Regierung von Warren G. Harding im November 1921 die Washingtoner Flottenkonferenz ein. Dort wurden das Flottenabkommen, das Washingtoner Viermächteabkommen und der Neun-Mächte-Vertrag vereinbart.

## Verhandlungen
Auf der ersten Plenarsitzung am 21. November 1921 stellte der amerikanische Außenminister Charles Evans Hughes die Vorschläge seines Landes vor. Hughes eröffnete die Konferenz mit der entschlossenen Feststellung: „Der Weg zur Abrüstung ist die Abrüstung“.
Dieser ehrgeizige Slogan fand in der Öffentlichkeit begeisterte Zustimmung und trug wahrscheinlich dazu bei, dass die Konferenz abgekürzt und seine Vorschläge weitgehend angenommen wurden. Anschließend schlug er Folgendes vor:
- Eine zehnjährige Pause für den Bau von Großkampfschiffen (Schlachtschiffe und Schlachtkreuzer), einschließlich der sofortigen Aussetzung des Baus von Großkampfschiffen.
- Die Abwrackung bestehender oder geplanter Großkampfschiffe, um ein Tonnageverhältnis von 5:5:3:1,67:1,67 für Großbritannien, die Vereinigten Staaten, Japan, Frankreich und Italien zu erreichen.
- Laufende Begrenzung sowohl der Tonnage von Großkampfschiffen als auch der Tonnage von Hilfsschiffen im Verhältnis 5:5:3.

### Großkampfschiffe
Die Vorschläge für Großkampfschiffe wurden von der britischen Delegation weitgehend akzeptiert. Allerdings waren sie in der britischen Öffentlichkeit umstritten, denn damit verfügte Großbritannien nicht mehr über angemessen große Flotten, die es gleichzeitig in der Nordsee, im Mittelmeer und im Fernen Osten einsetzen konnte, was bei Teilen der Royal Navy Empörung auslöste. Dennoch war die Forderung nach einer Zustimmung der Briten groß. Das Risiko eines Krieges mit den Amerikanern rückte in hypothetische Ferne, da es kaum politische Differenzen zwischen den beiden anglophonen Mächten gab. Auch die Ausgaben für die Marine waren in Großbritannien und seinen Dominions unpopulär. Außerdem musste Großbritannien aufgrund der Rezession nach dem Ersten Weltkrieg seinen Haushalt erheblich kürzen.
Die japanische Delegation war gespalten. Die japanische Marinedoktrin verlangte die Aufrechterhaltung einer Flotte, die 70 % der Größe der amerikanischen Flotte entsprach und die als das notwendige Minimum angesehen wurde, um die Amerikaner in einem, damals noch hypothetischen, späteren Krieg zu besiegen. Die Japaner erwarteten zwei mögliche Szenarien: Zunächst mit der Pazifikflotte der USA und dann mit der Atlantikflotte. Sie rechneten damit, dass ein Verhältnis von 7:5 zugunsten Japans im ersten Szenario einen ausreichenden Vorsprung für einen Sieg im zweiten Szenario bringen würde, so dass ein Verhältnis von 5:3 als inakzeptabel betrachtet wurde, da ein Verhältnis von 5:3 bei der Gesamtflottengröße ein Verhältnis von 6:5 wiederum zugunsten Japans im ersten Szenario bedeuten würde. Der Leiter der Delegation, Katō Tomosaburō, zog es jedoch vor, letzteres zu akzeptieren, um ein Wettrüsten mit den Vereinigten Staaten zu vermeiden, da Japan aufgrund der relativen industriellen Stärke der beiden Nationen ein solches Wettrüsten verlieren und möglicherweise eine Wirtschaftskrise erleiden würde. Zu Beginn der Verhandlungen verfügten die Japaner nur über 55 % der Großkampfschiffe und 18 % des BIP der Amerikaner. Dem widersprach Katō Hiroharu, der Präsident der Marinestabshochschule, der in der Delegation als sein oberster Marineberater fungierte. Er vertrat die Meinung, dass sich Japan so gründlich wie möglich auf einen unvermeidlichen Konflikt mit den Vereinigten Staaten vorbereiten müsse, die aufgrund ihrer enormen industriellen Macht unbegrenzt mehr Kriegsschiffe bauen könnten. Katō Tomosaburō konnte das japanische Oberkommando schließlich davon überzeugen, die Vorschläge von Hughes zu akzeptieren, dennoch blieb der Vertrag jahrelang umstritten.
Die französische Delegation reagierte zunächst ablehnend auf die Idee, die Tonnage ihrer Großkampfschiffe auf 175.000 Tonnen zu reduzieren und forderte 350.000 Tonnen, also etwas mehr als das Limit der Japaner. Schließlich konnten die Franzosen durch Zugeständnisse bei Kreuzern und U-Booten davon überzeugt werden, der Begrenzung der Großkampfschiffe zuzustimmen. Ein weiterer Punkt, der von den französischen Vertretern als kritisch angesehen wurde, war die italienische Forderung nach einer substanziellen Parität, die als unbegründet angesehen wurde; der Druck der amerikanischen und der britischen Delegation veranlasste die Franzosen jedoch, sie zu akzeptieren. Dies wurde von der italienischen Regierung als großer Erfolg gewertet, aber die Parität wurde nie wirklich erreicht. Es gab viele Diskussionen über die Aufnahme oder den Ausschluss einzelner Kriegsschiffe. Insbesondere die japanische Delegation wollte ihr neuestes Schlachtschiff Mutsu behalten, das mit großem öffentlichen Enthusiasmus, u. a. durch Spenden von Schulkindern, finanziert worden war. Dies führte dazu, dass die Amerikaner und Briten gleichwertige Schiffe bauen durften.

### Kreuzer und Zerstörer
Hughes schlug vor, die Zahl der Sekundärschiffe (Kreuzer und Zerstörer) im gleichen Verhältnis wie die der Großkampfschiffe zu begrenzen. Dies war jedoch sowohl für die Briten als auch für die Franzosen inakzeptabel. Der britische Gegenvorschlag, wonach Großbritannien in Anbetracht seiner imperialen Verpflichtungen Anspruch auf 450.000 Tonnen Kreuzer hätte, die Vereinigten Staaten und Japan aber nur auf 300.000 bzw. 250.000, erwies sich als ebenso umstritten. Daher wurde der Gedanke, die Gesamttonnage oder die Anzahl der Kreuzer zu begrenzen, vollständig verworfen. Stattdessen schlugen die Briten eine qualitative Begrenzung des künftigen Kreuzerbaus vor. Die vorgeschlagene Deckelung auf eine maximale Verdrängung von 10.000 Tonnen und 20,3-cm-Kanonen sollte es den Briten ermöglichen, die Hawkins-Klasse, die sich damals im Bau befand, zu behalten. Dies entsprach dem amerikanischen Bedarf an Kreuzern für den Einsatz im Pazifik und auch den japanischen Plänen für die Furutaka-Klasse. Der Vorschlag wurde ohne große Diskussionen angenommen.

### U-Boote
Eine der Hauptforderungen der Briten während der Verhandlungen war die vollständige Abschaffung der U-Boote, die sich im Krieg als so wirksam gegen sie erwiesen hatten. Doch insbesondere aufgrund des französischen Widerstands, der eine Zulassung von 90.000 Tonnen U-Booten forderte, endete die Konferenz ohne eine Einigung auf eine Beschränkung der U-Boote.

### Marinebasen im Pazifik
Artikel XIX des Vertrags verbot den Briten, Japanern und Amerikanern auch den Bau neuer Festungen oder Marinestützpunkte in der Pazifikregion. Die bestehenden Befestigungen in Singapur, auf den Philippinen und auf Hawaii durften bestehen bleiben. Dies war ein bedeutender Sieg für Japan, da neu befestigte britische oder amerikanische Stützpunkte im Falle eines künftigen Krieges ein ernsthaftes Problem für die Japaner darstellen würden. Diese Vertragsbestimmung garantierte im Wesentlichen, dass Japan die dominierende Macht im westlichen Pazifik sein würde, und war entscheidend dafür, dass Japan die Beschränkungen für den Bau von Großkampfschiffen akzeptierte.

## Vertragsbedingungen
Der Vertrag schränkte sowohl die Tonnage als auch den Bau von Großkampfschiffen und Flugzeugträgern streng ein und enthielt Begrenzungen für die Größe der einzelnen Schiffe.

### Kapitel 1
Kapitel 1 regelte die allgemeinen Bestimmungen über Bewaffnung und Tonnage. Großkampfschiffe (Schlachtschiffe und Schlachtkreuzer) waren auf 35.000 Tonnen Standardverdrängung und Kanonen von höchstens 40,6 cm Kaliber beschränkt. (Artikel V und VI) Flugzeugträger waren auf 27.000 Tonnen begrenzt und durften nicht mehr als zehn schwere Geschütze mit einem maximalen Kaliber von 20,3 cm tragen. Jeder Unterzeichner durfte jedoch zwei vorhandene große Schiffskörper mit einer maximalen Verdrängung von je 33.000 Tonnen für Flugzeugträger verwenden (Artikel IX und X). Für die Zwecke des Vertrags wurde ein Flugzeugträger als ein Kriegsschiff mit einer Verdrängung von mehr als 10.000 Tonnen definiert, das ausschließlich für den Start und die Landung von Flugzeugen gebaut wurde. Flugzeugträger mit weniger als 10.000 Tonnen wurden daher nicht auf die Tonnagegrenzen angerechnet (Artikel XX, Teil 4). Darüber hinaus wurden alle Flugzeugträger, die sich zu diesem Zeitpunkt im Dienst oder im Bau befanden (Argus, Eagle, Furious, Hermes, Langley und Hōshō), zu „Versuchsschiffen“ erklärt und nicht berücksichtigt (Artikel VIII). Alle anderen Kriegsschiffe wurden auf eine maximale Verdrängung von 10.000 Tonnen und ein maximales Kaliber von 20,3 cm begrenzt (Artikel XI und XII).

### Kapitel 2
In Kapitel 2, das die Regeln für die Vertragsbedingungen festlegte, wurde die Gesamttonnage für die jeweiligen Vertragspartner limitiert. Für die USA: Inklusive der noch in Bau befindlichen Schiffe der Colorado-Klasse 525.850 Tonnen. Für Großbritannien: Nach der Fertigstellung zweier weiterer Schiffe und dem Abwracken der Thunderer, King George V, Ajax und Centurion 558.950 Tonnen. Für Frankreich: 221.170 Tonnen, für Italien 182.800 Tonnen und für Japan: 301.320 Tonnen. Des Weiteren wurde bestimmt, wie Schiffe für militärische Zwecke unbrauchbar zu machen sind, (Artikel I bis IV) welche Schiffe abgewrackt werden müssen, um dem Vertrag zu entsprechen, und wann die verbleibenden Schiffe ersetzt werden können.

### Kapitel 3
Kapitel 3 regelte, unter welchen Bedingungen die Vertragspartner berechtigt waren, die Bedingungen des Vertrags auszusetzen, was im Falle eines Krieges zu geschehen hatte, und die Laufzeit des Vertrages. Zuletzt wurde festgelegt, wie die Ratifizierung erfolgte und wann der Vertrag in Kraft treten sollte.

## Auswirkungen
Der Vertrag markierte das Ende einer langen Periode des Wettrüstens. Viele im Bau befindliche Schiffe wurden abgewrackt oder in Flugzeugträger umgewandelt. Die Vertragsgrenzen wurden eingehalten und durch den Londoner Flottenvertrag von 1930 erweitert. Erst Mitte der 1930er Jahre begannen die Seestreitkräfte wieder mit dem Bau von Großkampfschiffen, und die Leistung und Größe neuer Kriegsschiffe nahm wieder zu. Der Zweite Londoner Flottenvertrag von 1936 versuchte, die im Washingtoner Vertrag festgelegten Grenzen bis 1942 zu verlängern, aber da weder Japan noch Italien beteiligt waren, blieb er weitgehend wirkungslos.
Auf den Bau von Kreuzern hatte er weniger Auswirkungen. Der Vertrag legte 10.000 Tonnen und 20,3-cm-Kanonen als Maximum für einen Kreuzer fest, was aber auch gleichzeitig die Mindestanforderung darstellte, unter der die Seemächte bereit waren zu bauen. Der Vertrag löste einen Wettbewerb um den Bau von Schweren Kreuzern mit 20,3-cm-Kanonen aus, was weiteren Anlass zur Besorgnis gab. Spätere Marineverträge versuchten, dieses Problem durch die Begrenzung der Tonnage von Kreuzern, Zerstörern und U-Booten zu lösen.
Zu den inoffiziellen Auswirkungen des Vertrages gehörte das Ende der anglo-japanischen Allianz. Dies geschah – obwohl kein Teil des Vertrags – auf Druck der amerikanischen Delegierten, die durchblicken ließen, dass sie dem Vertrag nur zustimmen würden, wenn die Briten ihre Allianz mit den Japanern auflösten.

## Vertragsverletzungen
1935 legte die Marine Nationale das Schlachtschiff Richelieu auf Kiel; zusammen mit den beiden ebenfalls im Bau befindlichen Schlachtschiffen der Dunkerque-Klasse lag die Gesamttonnage bis zum Auslaufen des Vertrags über der 70.000-Tonnen-Grenze für neue französische Schlachtschiffe. Mit der Kiellegung der Jean Bart im Dezember 1936, wenn auch weniger als drei Wochen vor Ablauf des Vertrags, erhöhte sich das Ausmaß der französischen Vertragsverletzung um weitere 35.000 Tonnen. Die französische Regierung wies die britischen Proteste gegen die Vertragsverletzungen mit dem Hinweis zurück, dass Großbritannien 1935 das deutsch-britische Flottenabkommen unterzeichnet hatte, mit dem die Abrüstungsklauseln des Versailler Vertrags einseitig aufgehoben wurden. Paris sah sich durch die Aufrüstung Deutschlands bedroht und argumentierte dass, wenn Großbritannien die vertraglichen Verpflichtungen nach Belieben verletzte, man sich ebenfalls nicht mehr daran gebunden fühle.
Auch Italien verstieß wiederholt gegen die gesetzten Grenzen für die Verdrängung für einzelne Schiffe. Zwar versuchte man, die 10.000-Tonnen-Grenze für die Mitte der 1920er Jahre gebauten Kreuzer der Trento-Klasse einzuhalten, mit den Kreuzern der Zara-Klasse in den späten 1920er und frühen 1930er Jahren gab Italien jedoch jede Vorbehalte auf und baute Schiffe, die 11.000 t bei weitem übertrafen. Die Verstöße setzten sich mit den Schlachtschiffen der Littorio-Klasse mit einer Verdrängung von über 41.000 t Mitte der 1930er Jahre fort, wobei die italienische Marine sogar fälschlicherweise behauptete, dass die Verdrängung der Schiffe innerhalb der vertraglich festgelegten Grenzen liege.